# Pero sinalba
Pero sinalba là một loài bướm đêm trong họ Geometridae.